# 셔그 피셔

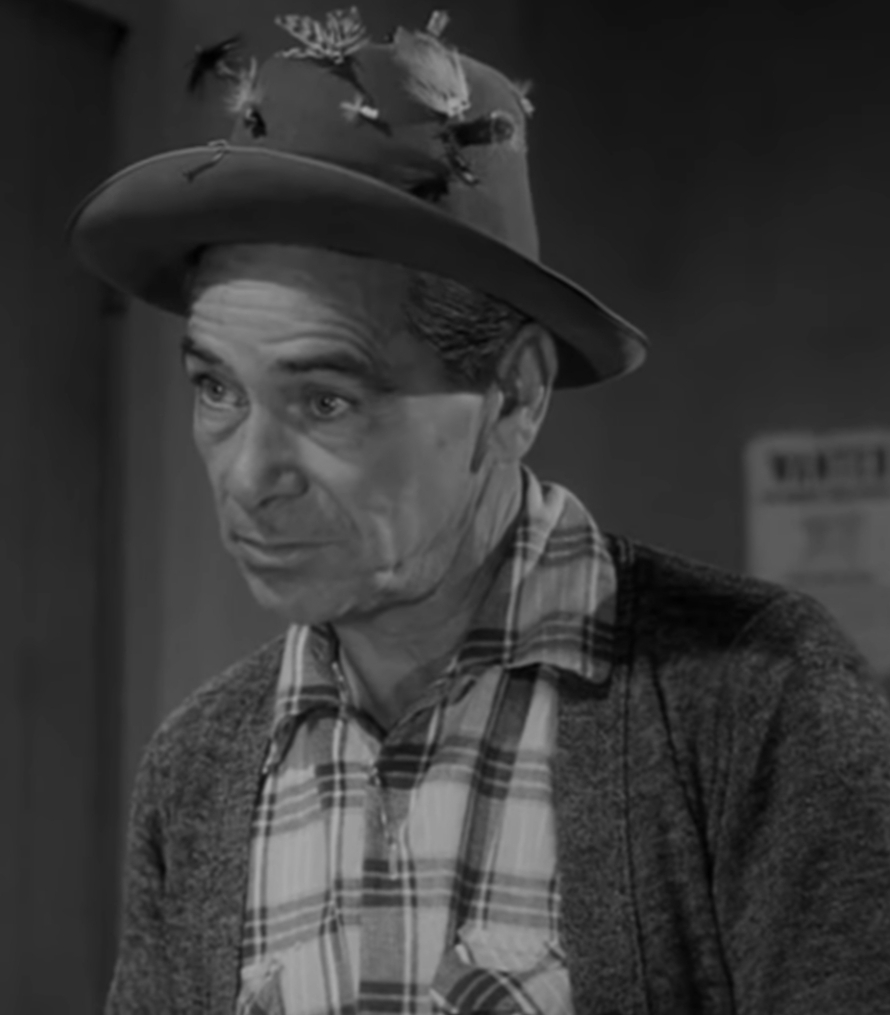

셔그 피셔는 미국의 배우, 성우이다.

## 출연 작품
- 애플 덤플링 갱 2 (1979년)
- 허클베리 핀 (1975, Huckleberry Finn)
- Smoke (1970년)
- 리버스 (1969년)
- 리버티 벨런스를 쏜 사나이 (1962년)
- 버팔로 대대 (1960년)
- 자이언트 길라 몬스터 (1959년)
- 서부의 파라딘 (1957년)

### 텔레비전
- 보난자 (1961-70)
- 딜론 보안관 (1962-74)
- 샤이안 (1964년)
- 서부를 향해 달려라 (1966-67)
- 비버리 힐빌리즈 (1969-70)
- 디즈니랜드 (1970-80) - 러로이 역
- 해저드 마을의 듀크 가족 (1979-80)
- 불타는 서부 - 78년 시리즈 (1978)